# Ludwig Alexander Veitmeyer
Ludwig Alexander Veitmeyer, auch Ludwig Alexander Veit-Meyer (* 12. Oktober 1820 in Berlin; † 3. Februar 1899 ebenda) war ein deutscher „Civilingenieur“, Königlich Preußischer Geheimer Baurat und Mitglied der Königlichen Akademie des Bauwesens.

## Werdegang
Ludwig Alexander Veitmeyer wurde am 12. Oktober 1820 als Sohn eines Maklers in Berlin geboren. Früh verlor er seine Eltern und kam in die Cauersche Anstalt in Charlottenburg. Nach dem Besuch des Joachimsthalschen Gymnasiums und der Städtischen Gewerbeschule in Berlin begann er eine praktische Ausbildung und Tätigkeiten in der Maschinenfabrik Borsig in Berlin. Er absolvierte eine Lehre im Tischler- und im Schlosserhandwerk. Ab 1840 erfolgte die weitere Ausbildung am Beuth’schen Gewerbeinstitut (ab 1866 „Königliche Gewerbeakademie“). Ab 1844 war er am Bau der Berlin-Hamburger Eisenbahn beteiligt (Eisenbahnbrücke bei Wittenberge), danach hatte er eine Anstellung als Oberingenieur in der Maschinenfabrik und Eisengießerei F. Wöhlert in Berlin.
1845 unternahm er eine Studienreise nach Frankreich im Auftrag des preußischen Ministeriums für Öffentliche Arbeiten und auf Peter Beuths Veranlassung. Er sollte das dortige Leuchtfeuerwesen studieren sowie die Abnahme der Leuchtfeueroptik für den Leuchtturm Brüsterort vornehmen, die von einer französischen Firma gefertigt worden war.  1847 reiste Veitmeyer im Zusammenhang mit der Lieferung des Fresnelschen Apparates für den Leuchtturm Darßer Ort abermals nach Paris. Damit hatte er einen Schwerpunkt seiner weiteren Arbeit gefunden. 1866 konstruierte er den Drehapparat für die Optik des Leuchtturms Horst, 1877/78 für Buckspitze, und 1878/79 wurde der Leuchtturm Dahmeshöved nach seinen Plänen errichtet.
Nach einigen Jahren ließ Veitmeyer sich als selbstständiger „Civilingenieur“ in Berlin nieder. Er beschäftigte sich jetzt hauptsächlich mit Fragen der städtischen Wasserversorgung und Entwässerung. Im Auftrage des Handelsministers unternahm Veitmeyer 1860 gemeinsam mit James Hobrecht und Eduard Wiebe eine Reise nach England und Frankreich, um dort den neuesten Entwicklungsstand moderner Kanalisations- und Entwässerungssysteme zu studieren.
Veitmeyer war auch an der Gründung des deutschen Patentschutzes beteiligt und gehörte lange dem Kaiserlichen Patentamt als Mitglied an. Seine zwischen 1890 und 1899 vorgenommene Spende von insgesamt 495 Titeln an die Bibliothek des Patentamts war die größte private Schenkung, die diese jemals erhalten hat.
Von 1881 bis 1898 leitete er als Vorsitzender den Verein Deutscher Maschinen-Ingenieure (VDMI). 1895 wurde ihm die Ehrenmitgliedschaft verliehen. Veitmeyer bedachte den Verein mit einem Vermächtnis von 30.000 Mark, aus dessen Zinsen jährlich Preisaufgaben ausgeschrieben wurden. 1972 wurde sie mit anderen Stiftungen zu einer fiduziarischen Stiftung unter dem Namen „DMG-Stiftung“ zusammengefasst.
Veitmeyer war Mitglied der Berliner Freimaurerloge Zu den drei Seraphim. Dem Verein Deutscher Ingenieure (VDI) war er 1861 mit der Mitgliedsnummer 400 beigetreten. Der Berliner Bezirksverein des VDI ernannte ihn 1897 zu seinem Ehrenmitglied. Der Hilfskasse für deutsche Ingenieure spendete er 10.000 Mark, was erst nach seinem Tod bekannt gemacht wurde.
Er blieb zeitlebens unverheiratet.

## Publikationen (Auswahl)
- Die Reinigung und Entwässerung der Stadt Danzig.  Ernst & Korn, Berlin 1865 (mit Eduard Wiebe).
- Vorarbeiten zu einer zukünftigen Wasser-Versorgung der Stadt Berlin. Im Auftrage des Magistrats und der Stadtverordneten zu Berlin ausgeführt in den Jahren 1868 und 1869. Reimer, Berlin 1871.
- Zwei Gutachten, betreffend die Reinigung und Entwässerung der Königl. Haupt- und Residenzstadt Breslau. Breslau 1873 (mit Eduard Wiebe und Friedrich Wilhelm Dünkelberg).
- Fortsetzung der Vorarbeiten zu einer zukünftigen Wasser-Versorgung der Stadt Berlin. Im Auftrage des Magistrats und der Stadtverordneten zu Berlin ausgeführt in den Jahren 1871 und 1872. Reimer, Berlin 1875.
- Die Seefeuer [Leuchtthürme und Leuchtschiffe] der Deutschen Küsten und diejenigen Binnen- und Einsegelungsfeuer, welche mit Fresnel’schen Apparaten oder Fresnel’schen Laternen ausgerüstet sind. Mit einer Karte. Als Manuscript gedruckt. Ernst & Korn, Berlin 1889 (Digitalisat, 41 Seiten).
- Leuchtfeuer und Leuchtapparate. Historisch und konstruktiv dargelegt von Ludwig Alexander Veitmeyer. M. Geitel [Hrsg.], Oldenbourg-Verlag, München und Leipzig 1900 (Reprint-Verlag AG Leipzig 2005. ISBN 978-3-8262-2202-3).